# Paramoera columbiana
Paramoera columbiana är en kräftdjursart som beskrevs av Edward Lloyd Bousfield 1958. Paramoera columbiana ingår i släktet Paramoera och familjen Eusiridae. Inga underarter finns listade i Catalogue of Life.